# Instygator litewski
Instygator litewski (łac. instigator Magni Ducatus Lithuaniae) – najwyższy prokurator państwa, urząd centralny niesenatorski Wielkiego Księstwa Litewskiego I Rzeczypospolitej.
Dożywotni urzędnik powoływany przez króla, w jego imieniu ścigał przestępstwa popełnione przeciwko państwu oraz zbrodnie obrazy majestatu. Brał udział z głosem doradczym w sądach asesorskich i z głosem stanowczym w sądach referendarskich. Po 1764 kontrolował komisje skarbowe.
Jego odpowiednikiem w Koronie był instygator koronny. Po 1775 wprowadzono czterech podnosząc do tej godności ich dwóch zastępców. Pensja roczna instygatora litewskiego wynosiła od 1717 4 tysiące złotych.